# Représentations diplomatiques de la Croatie

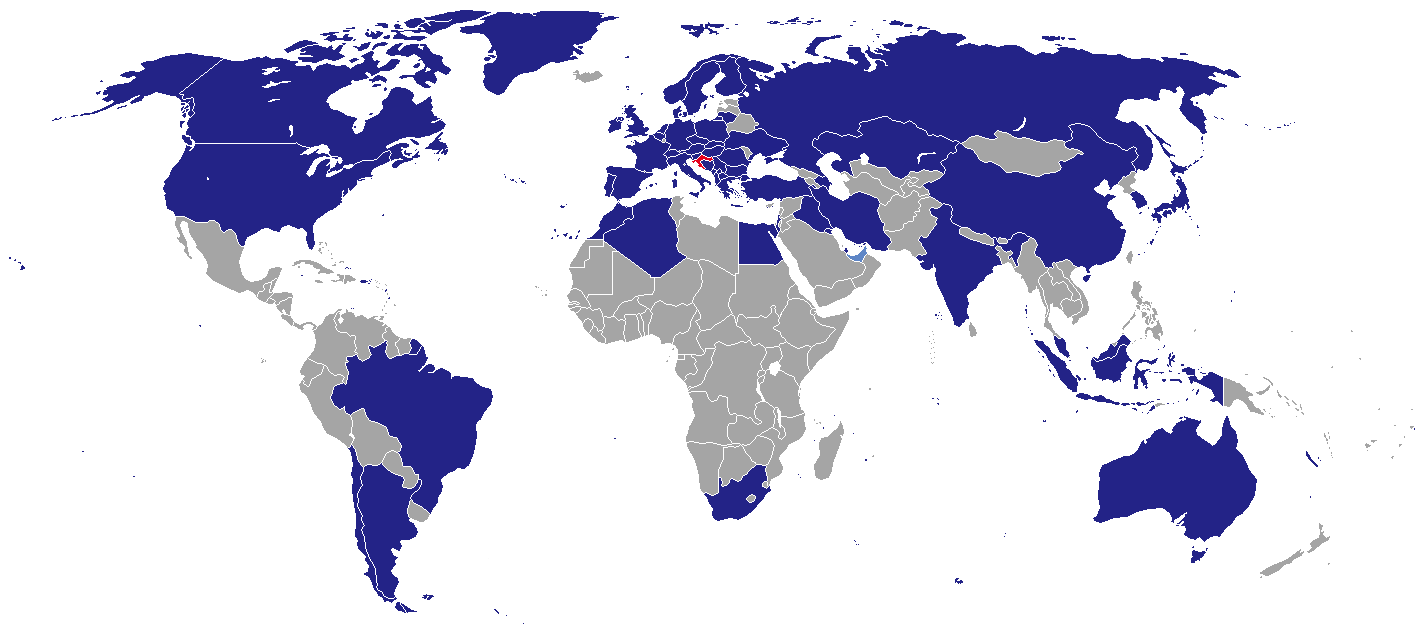
États accueillant des représentations diplomatiques de la Croatie :
Croatie
Ambassade

Cette liste comprend les représentations diplomatiques de la Croatie, à l'exclusion des consulats honoraires. La Croatie est un pays européen situé au carrefour de l'Europe centrale, de l'Europe du Sud-Est et de la Méditerranée.

## Afrique
- Afrique du Sud
  - Pretoria (ambassade)
- Algérie
  - Alger (ambassade)
- Égypte
  - Le Caire (ambassade)
- Maroc
  - Rabat (ambassade)

## Amérique
- Argentine
  - Buenos Aires (ambassade)
- Brésil
  - Brasilia (ambassade)
- Canada
  - Ottawa (ambassade)
  - Mississauga (Consulat général)
- Chili
  - Santiago (ambassade)
- États-Unis
  - Washington (ambassade)
  - Chicago (consulat général)
  - Los Angeles (consulat général)
  - New York (consulat général)

## Asie
- Azerbaïdjan
  - Bakou (ambassade)
- Chine
  - Pékin (ambassade)
- Corée du Sud
  - Séoul (ambassade)
- Émirats arabes unis
  - Dubaï (consulat général)
- Inde
  - New Delhi (ambassade)
- Indonésie
  - Jakarta (ambassade)
- Irak
  - Bagdad (ambassade)
- Iran
  - Téhéran (ambassade)
- Israël
  - Tel Aviv-Jaffa (ambassade)
- Japon
  - Tokyo (ambassade)
- Kazakhstan
  - Noursoultan (ambassade)
- Koweït
  - Koweït (ambassade)
- Malaisie
  - Kuala Lumpur (ambassade)
- Qatar
  - Doha (ambassade)
- Turquie
  - Ankara (ambassade)
  - Istanbul (consulat général)

## Europe
- Albanie
  - Tirana (ambassade)
- Allemagne
  - Berlin (ambassade)
  - Düsseldorf (consulat général)
  - Francfort (consulat général)
  - Hambourg (consulat général)
  - Munich (consulat général)
  - Stuttgart (consulat général)
- Autriche
  - Vienne (ambassade)
- Belgique
  - Bruxelles (ambassade)
- Bosnie-Herzégovine
  - Sarajevo (ambassade)
  - Banja Luka (consulat général)
  - Mostar (consulat général)
  - Tuzla (consulat général)
- Bulgarie
  - Sofia (ambassade)
- Danemark
  - Copenhague (ambassade)
- Espagne
  - Madrid (ambassade)
- Finlande
  - Helsinki (ambassade)
- France
  - Paris (ambassade)
- Grèce
  - Athènes (ambassade)
  - Thessalonique (consulat)
- Hongrie
  - Budapest (ambassade)
  - Pécs (consulat général)
  - Nagykanizsa (consulat)
- Irlande
  - Dublin (ambassade)
- Italie
  - Rome (ambassade)
  - Milan (consulat général)
  - Trieste (consulat général)
- Kosovo
  - Pristina (ambassade)
- Lituanie
  - Vilnius (ambassade)
- Macédoine du Nord
  - Skopje (ambassade)
  - Bitola (consulat)
- Monténégro
  - Podgorica (ambassade)
  - Kotor (consulat général)
- Norvège
  - Oslo (ambassade)
- Pays-Bas
  - La Haye (ambassade)
- Pologne
  - Varsovie (ambassade)
- Portugal
  - Lisbonne (ambassade)
- République tchèque
  - Prague (ambassade)
- Roumanie
  - Bucarest (ambassade)
  - Reșița (consulat)
- Royaume-Uni
  - Londres (ambassade (en))
- Russie
  - Moscou (ambassade)
- Serbie
  - Belgrade (ambassade)
  - Subotica (consulat général)
- Slovaquie
  - Bratislava (ambassade)
- Slovénie
  - Ljubljana (ambassade)
  - Koper (consulat)
  - Maribor (consulat)
- Suède
  - Stockholm (ambassade)
- Suisse
  - Berne (ambassade)
  - Zurich (consulat général)
- Ukraine
  - Kiev (ambassade)
- Vatican
  - Rome (ambassade)[note 1]

## Océanie
- Australie
  - Canberra (ambassade)
  - Melbourne (consulat général)
  - Perth (consulat général)
  - Sydney (consulat général)

## Organisations internationales
- Bruxelles (missions permanentes auprès de l'Union européenne et de l'OTAN)
- Genève (mission permanente auprès des Nations unies et d'autres organisations internationales)
- New York (mission permanente auprès des Nations unies)
- Paris (missions permanentes auprès de l'UNESCO)
- Strasbourg (mission permanente auprès du Conseil de l'Europe)
- Vienne (mission permanente auprès de l'Organisation pour la sécurité et la coopération en Europe et des Nations unies)

## Galerie

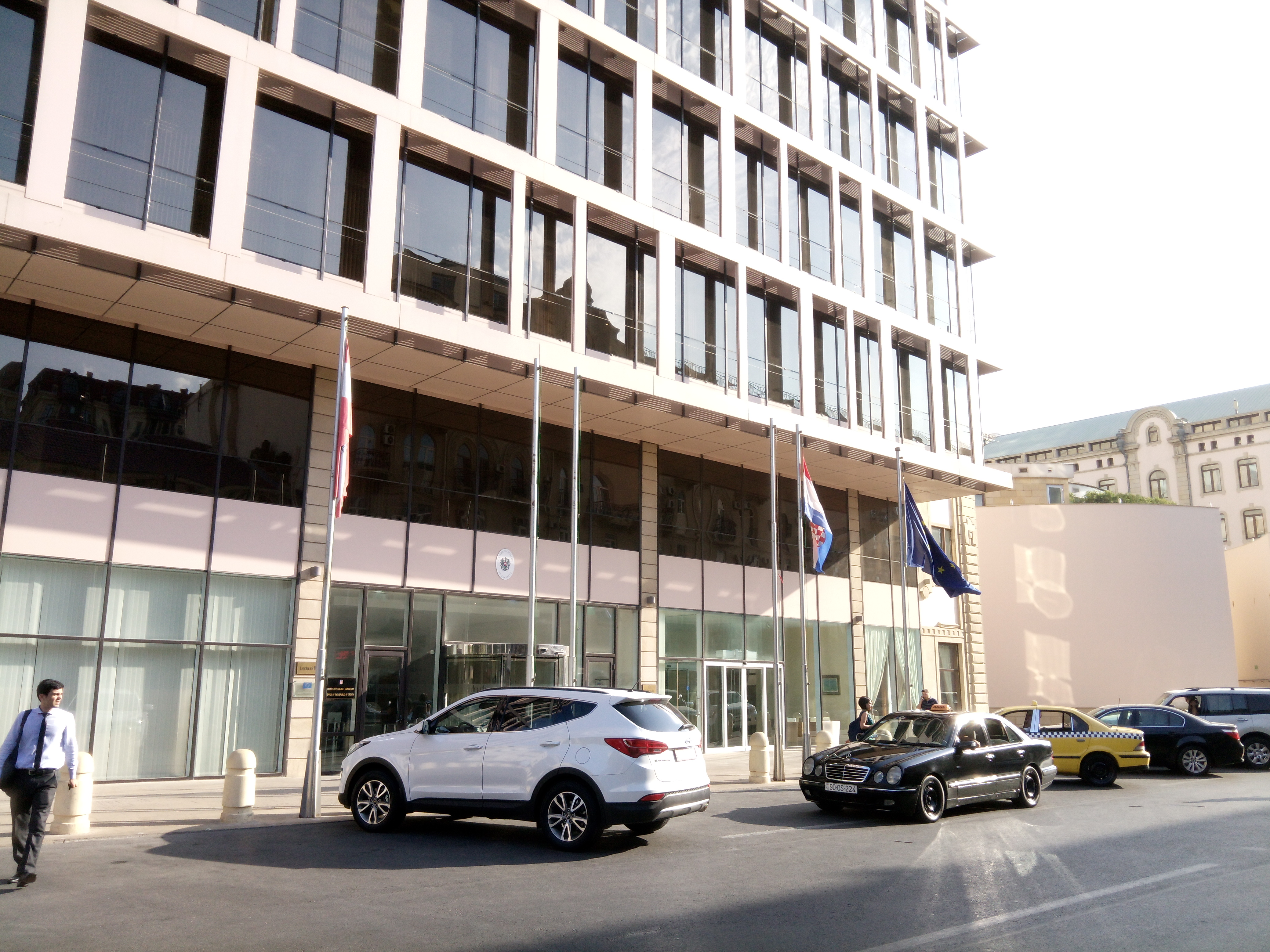
Ambassade à Bakou.
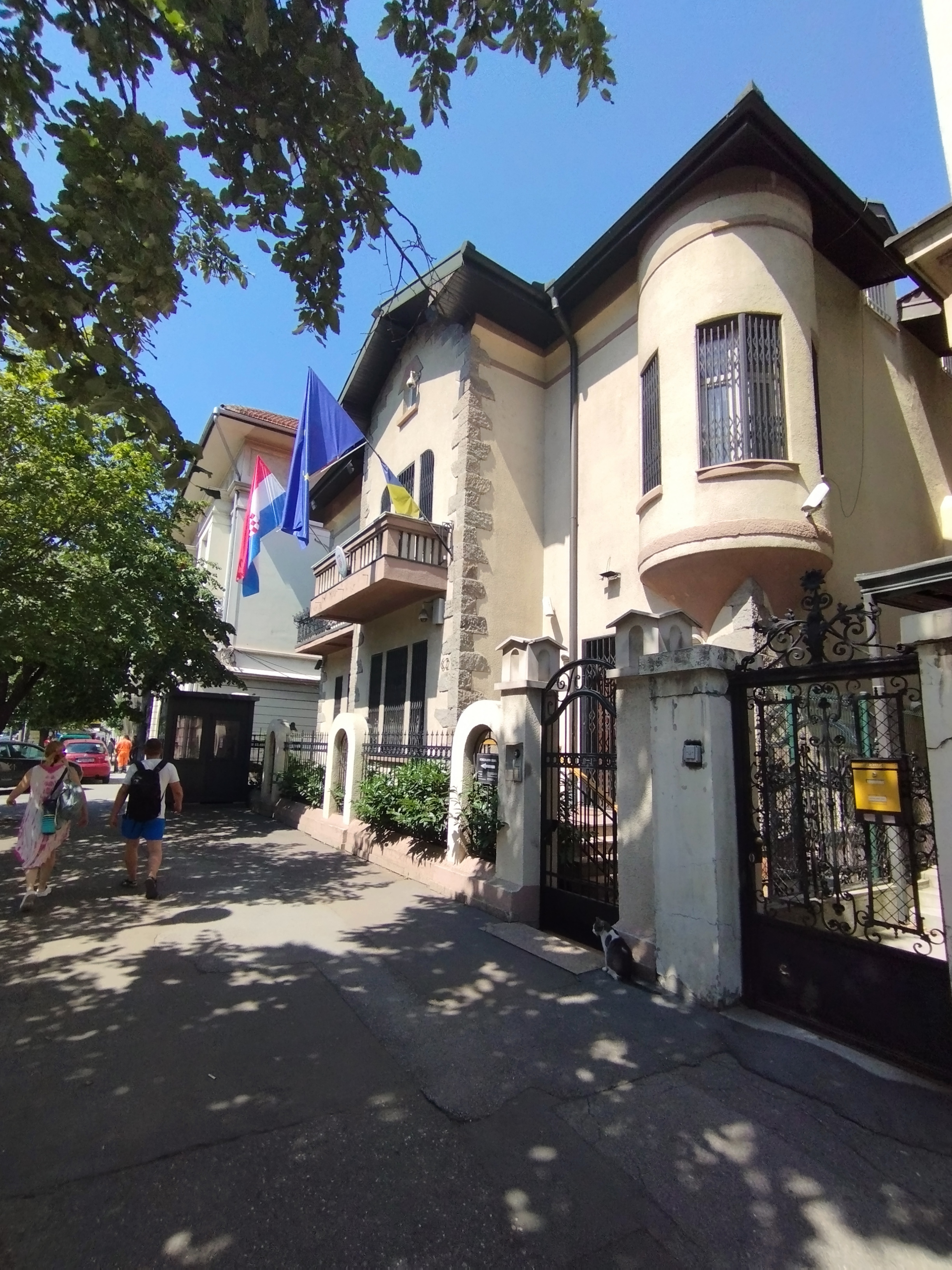
Ambassade à Belgrade.
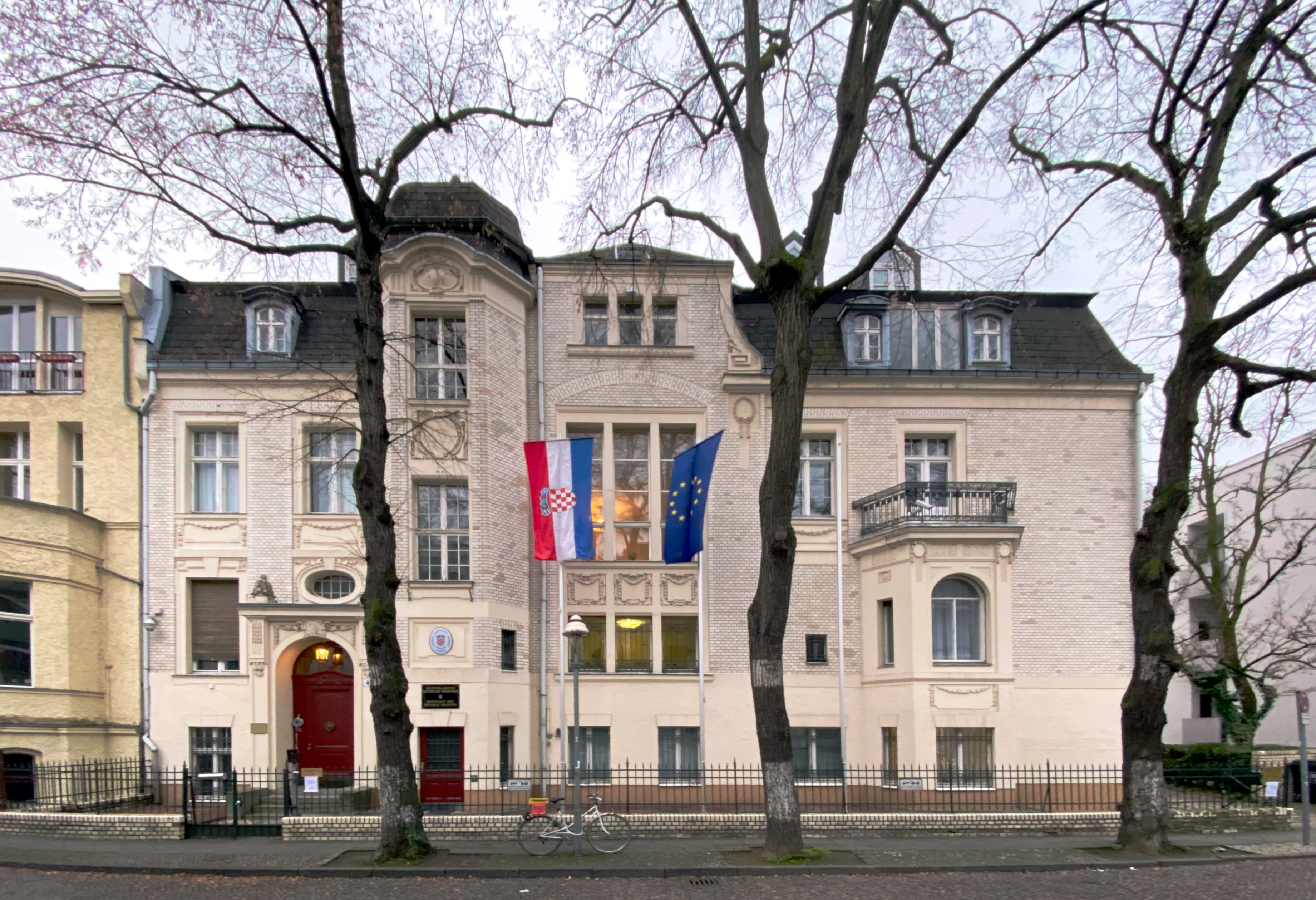
Ambassade à Berlin.
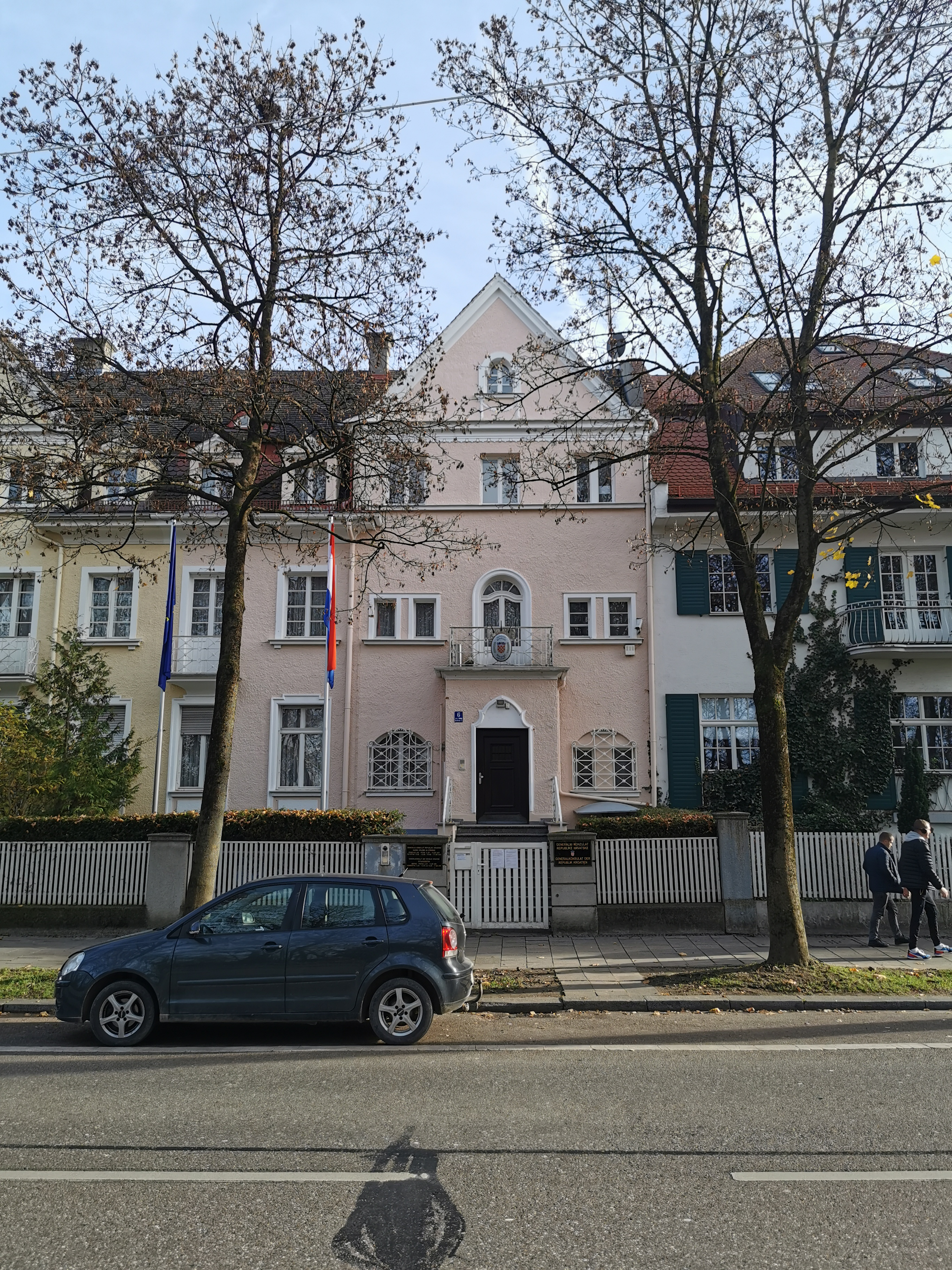
Consulat général à Munich.
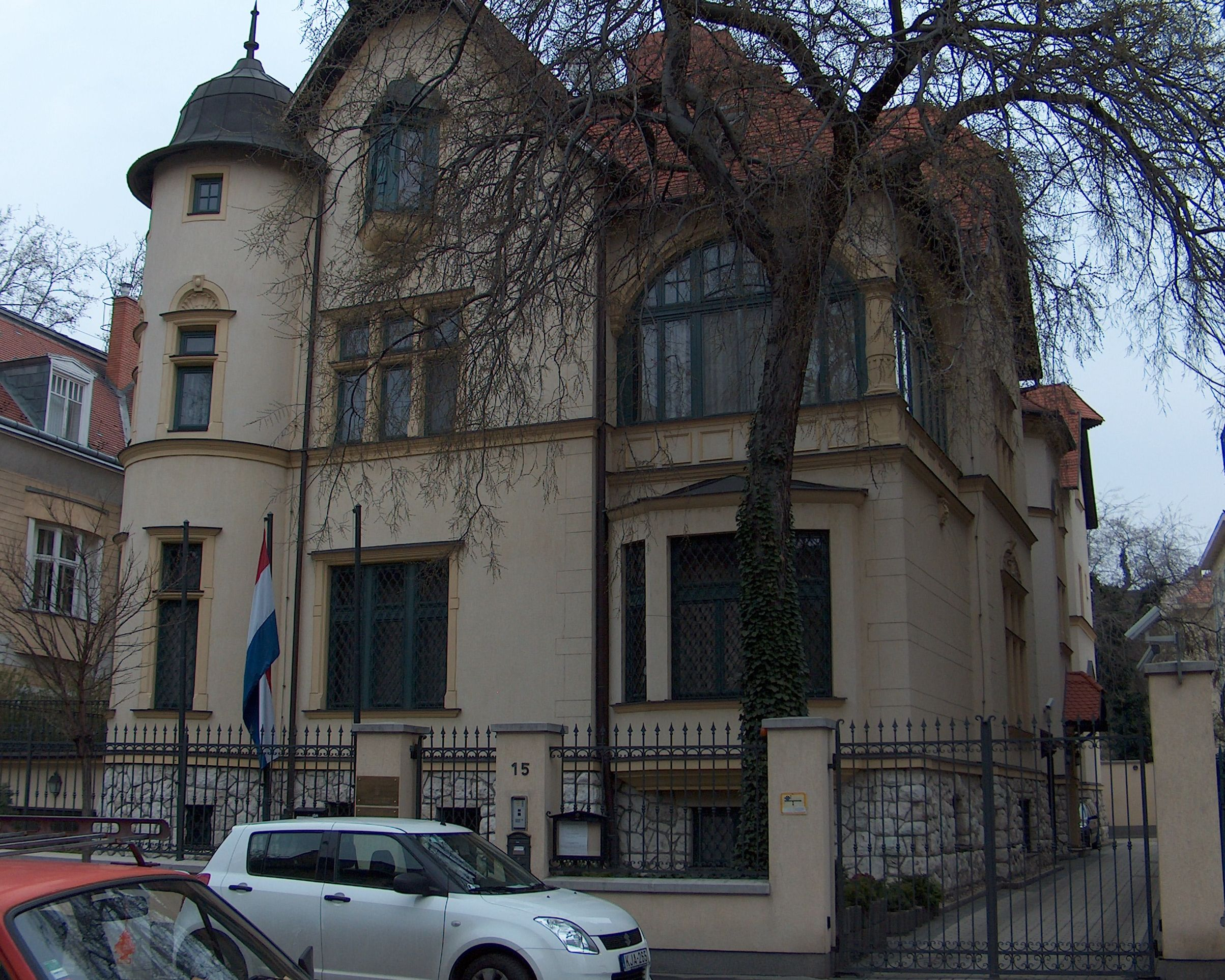
Ambassade à Budapest.
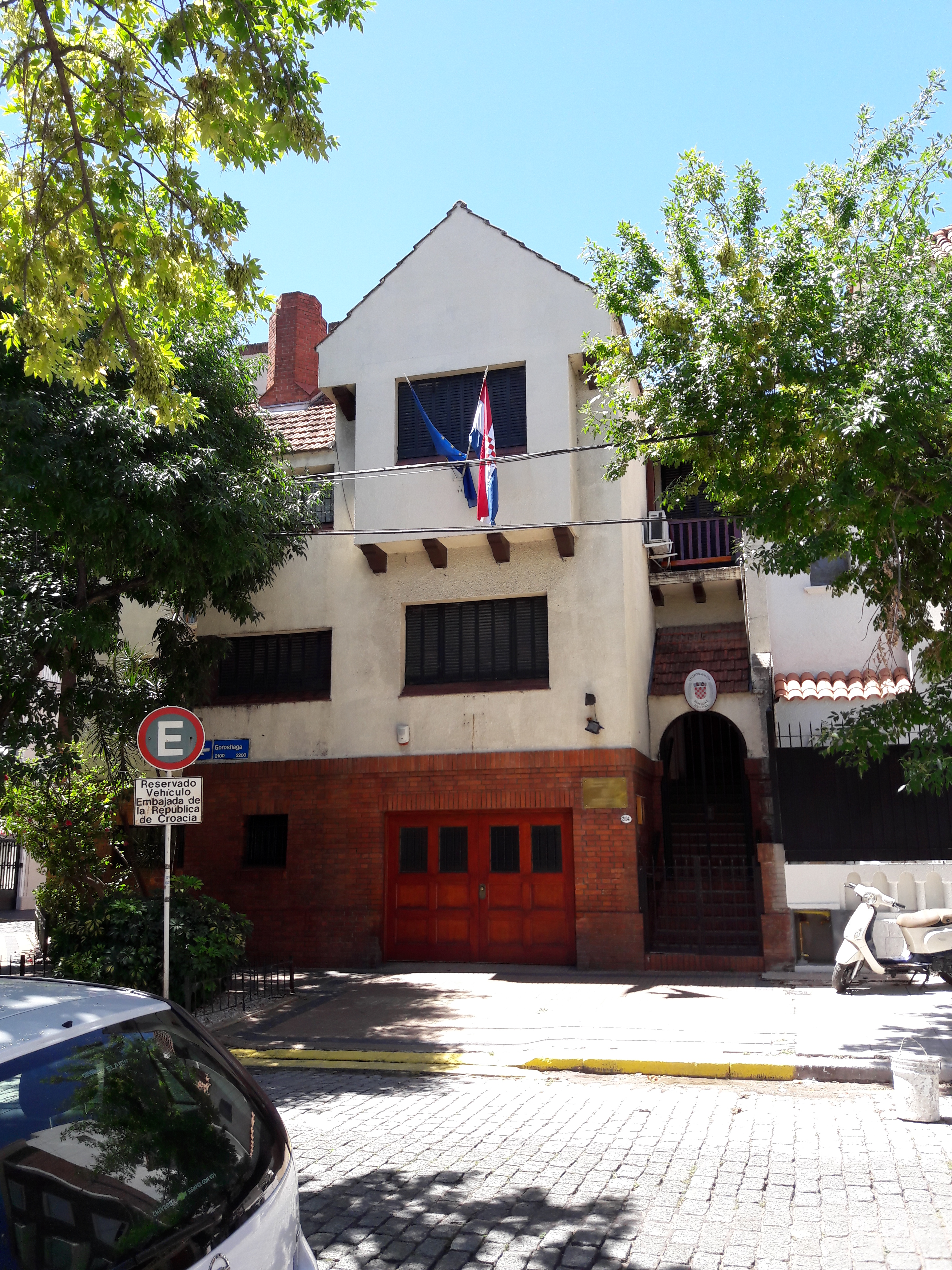
Ambassade à Buenos Aires.
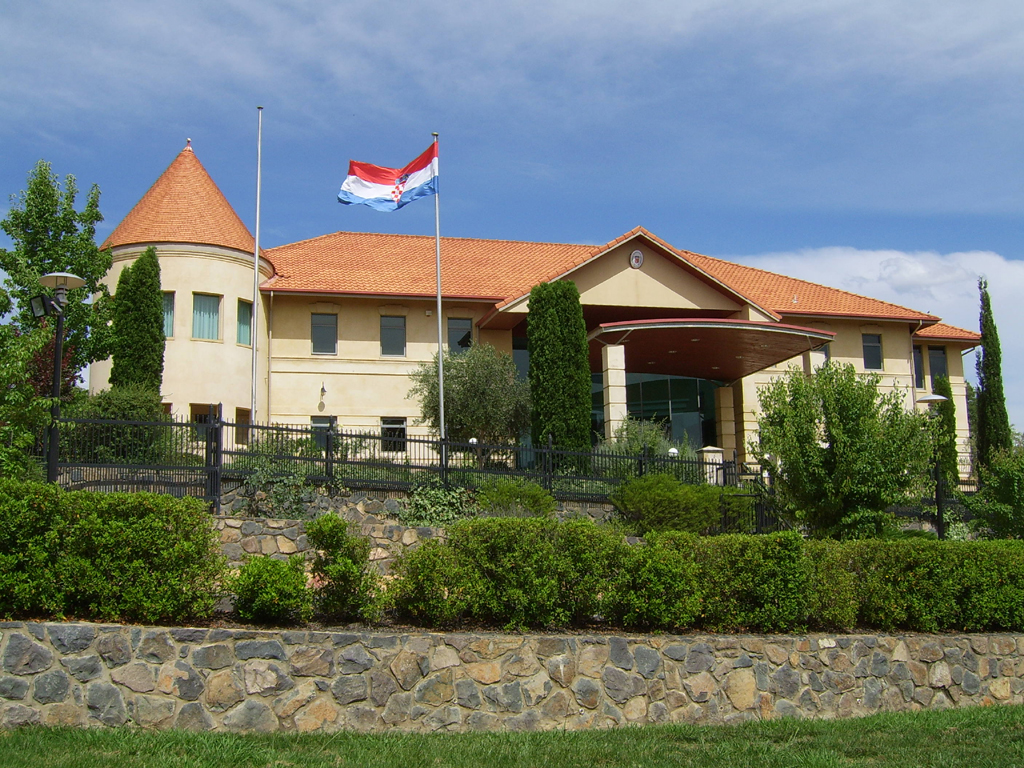
Ambassade à Canberra.
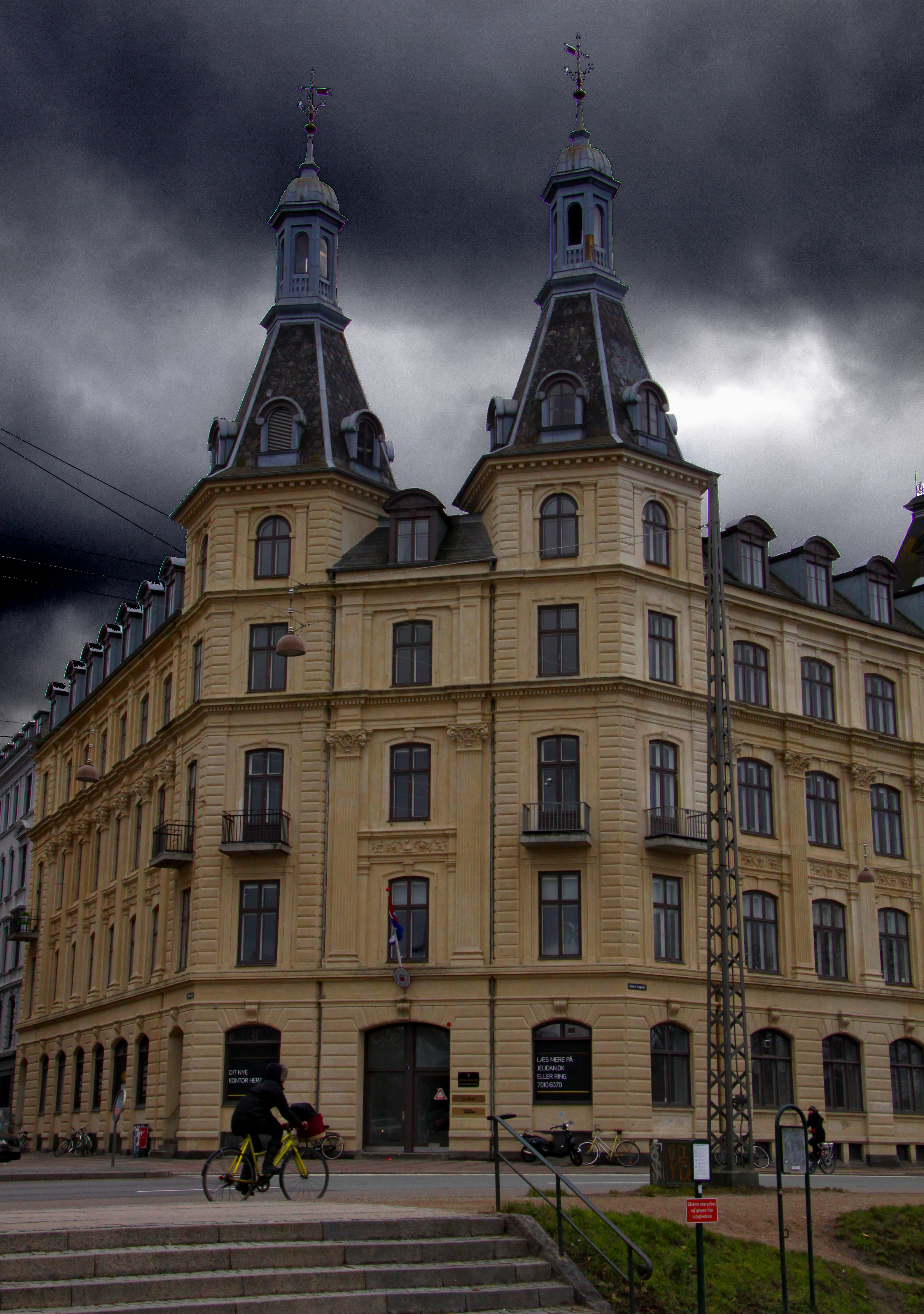
Ambassade à Copenhague.
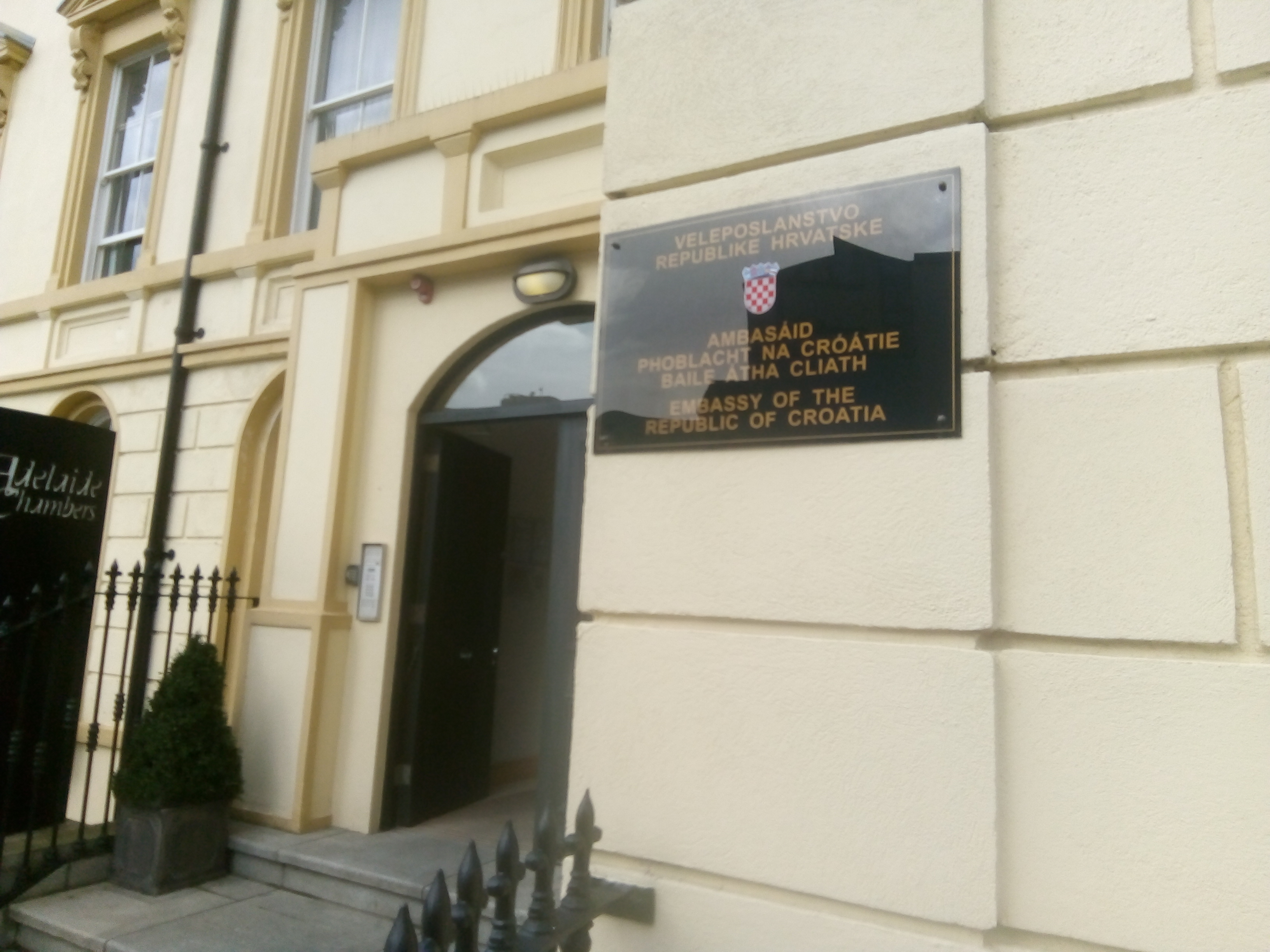
Ambassade à Dublin.
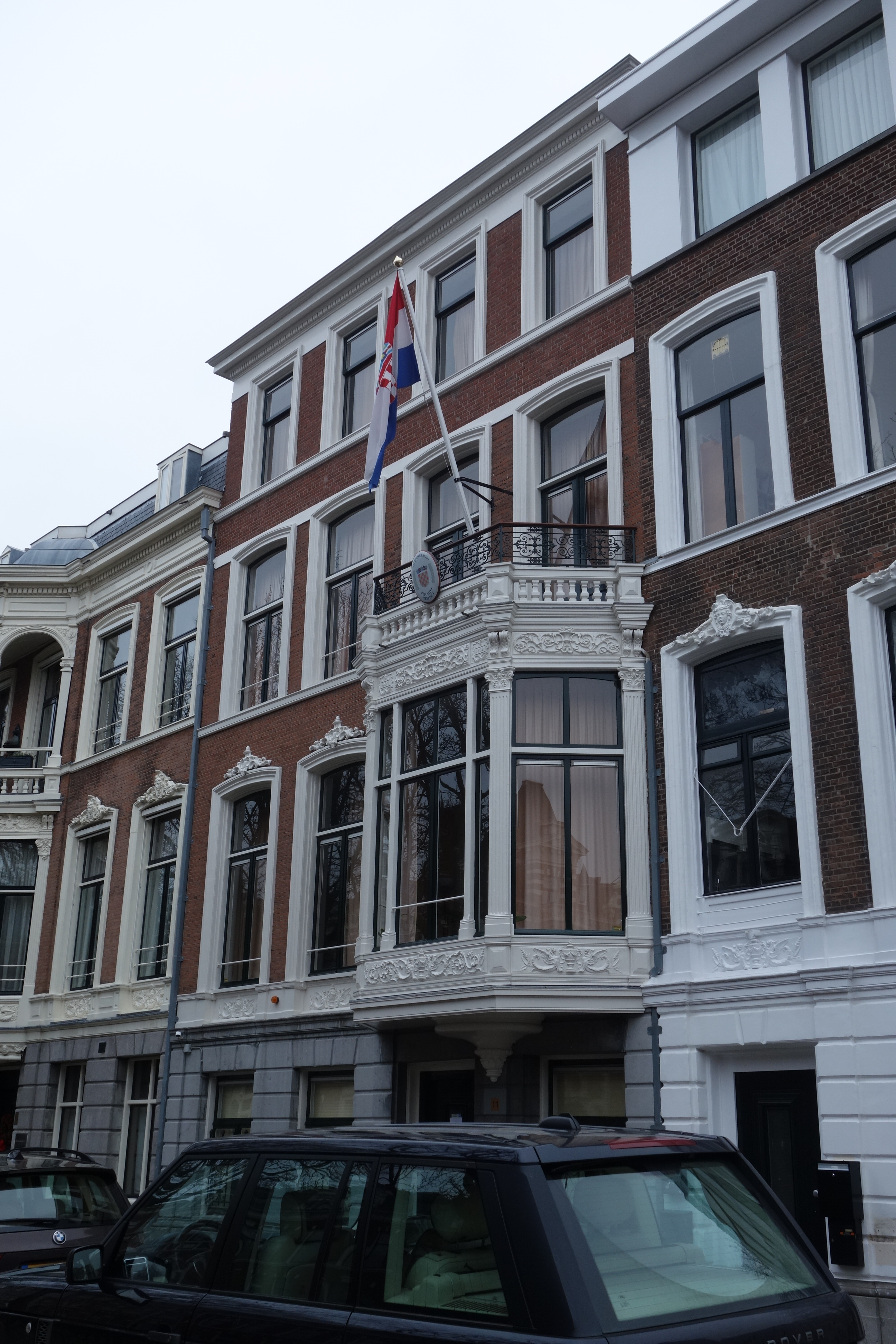
Ambassade à La Haye.
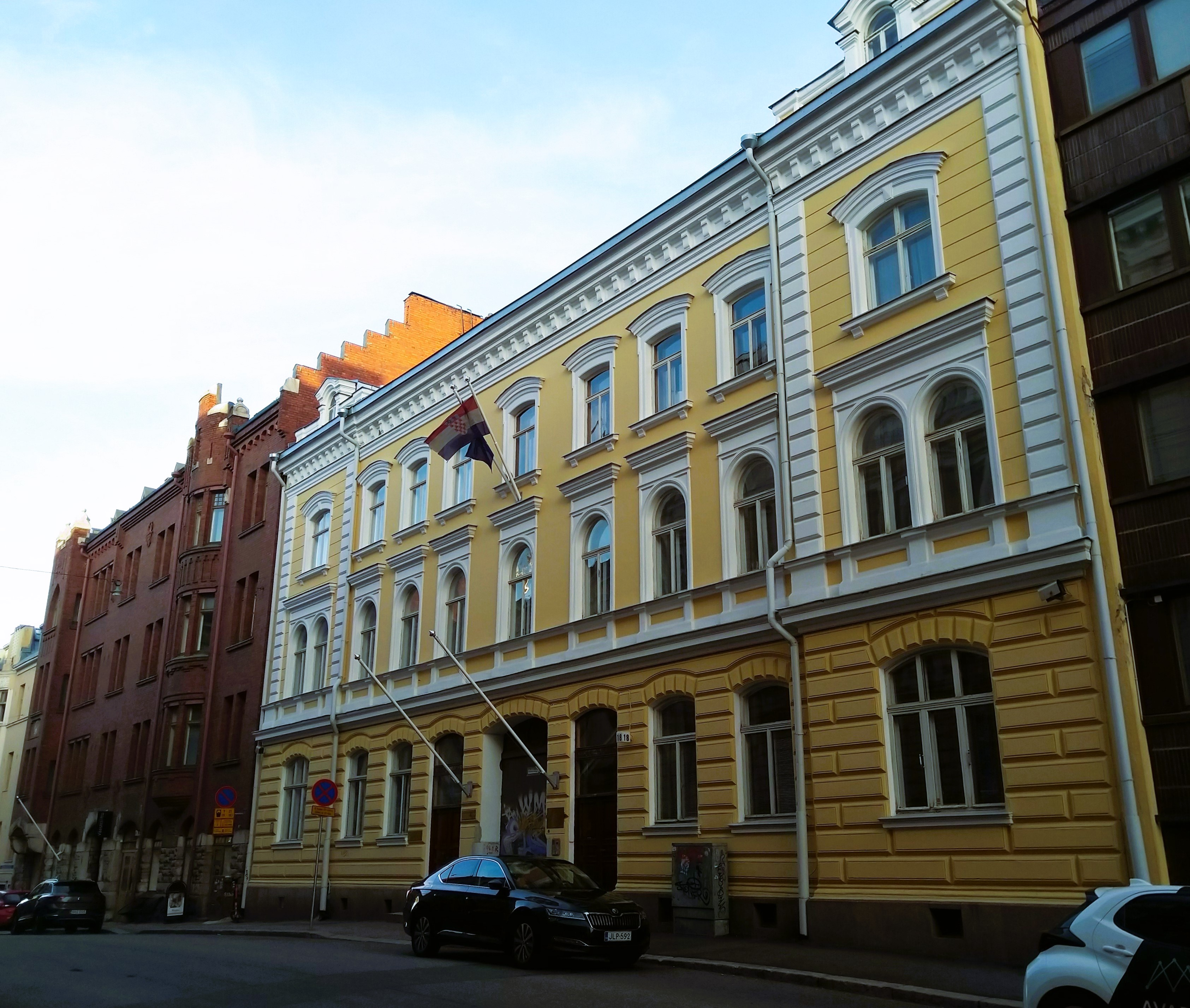
Ambassade à Helsinki.
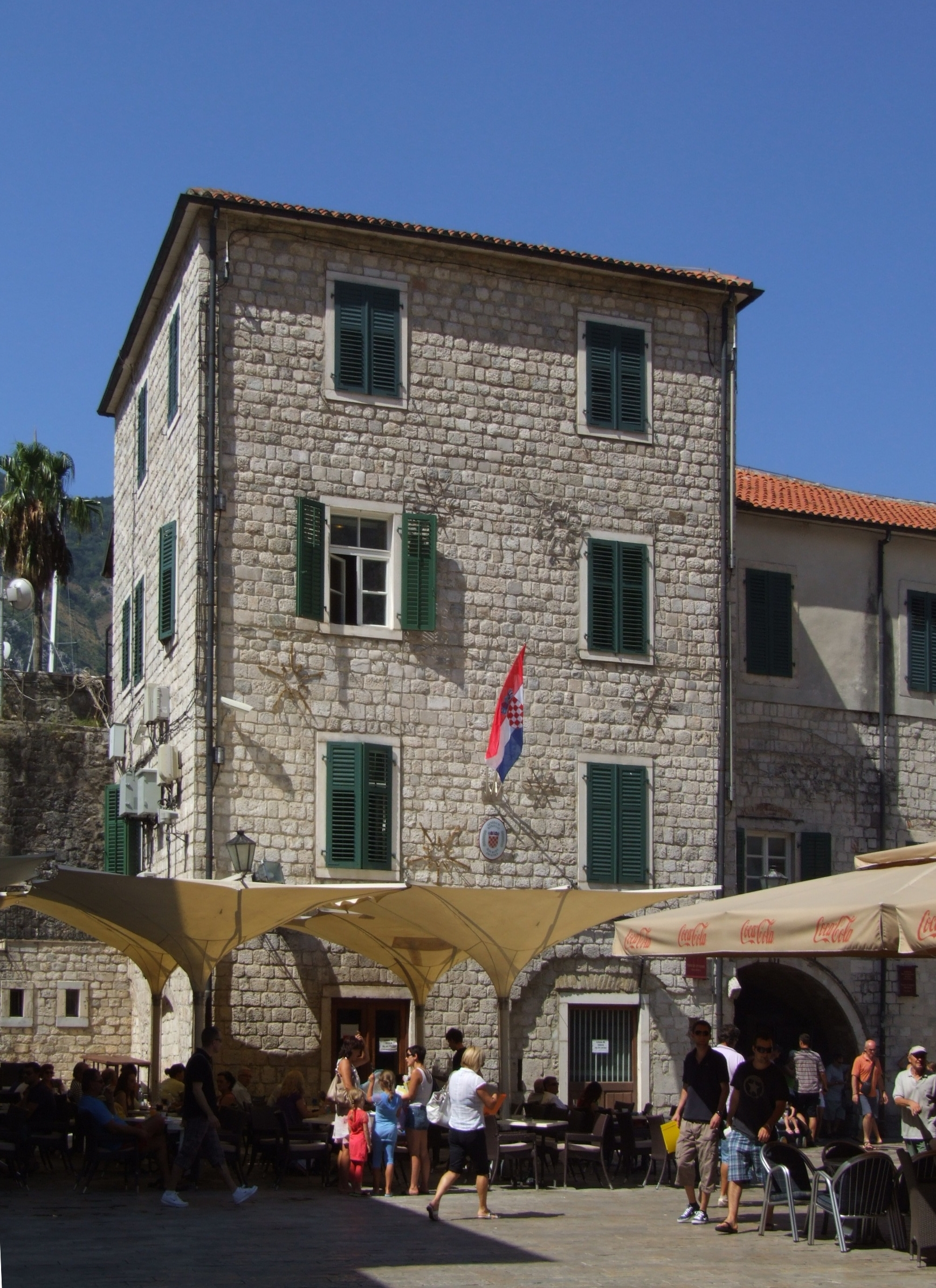
Consulat général à Kotor.
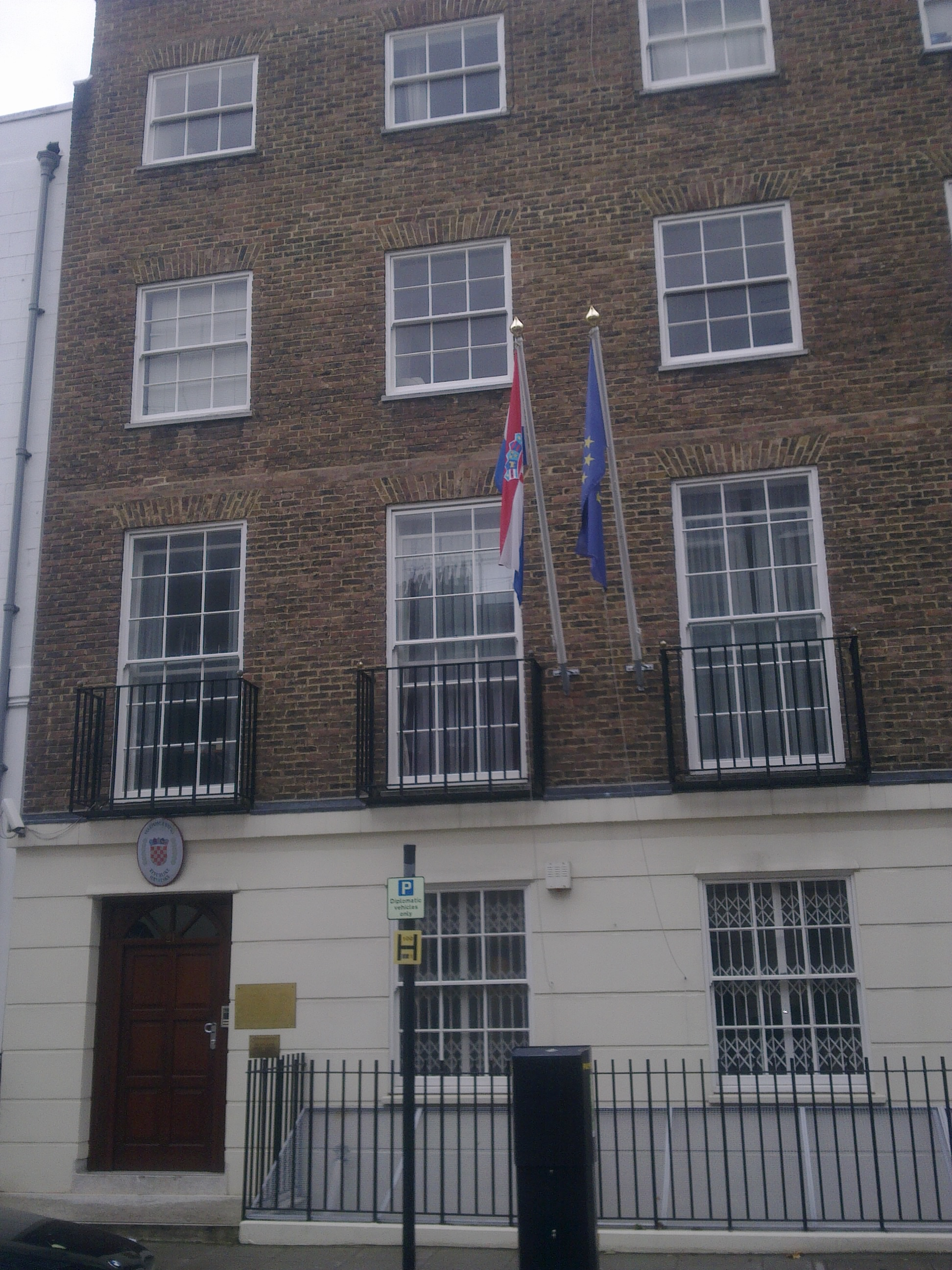
Ambassade à Londres.
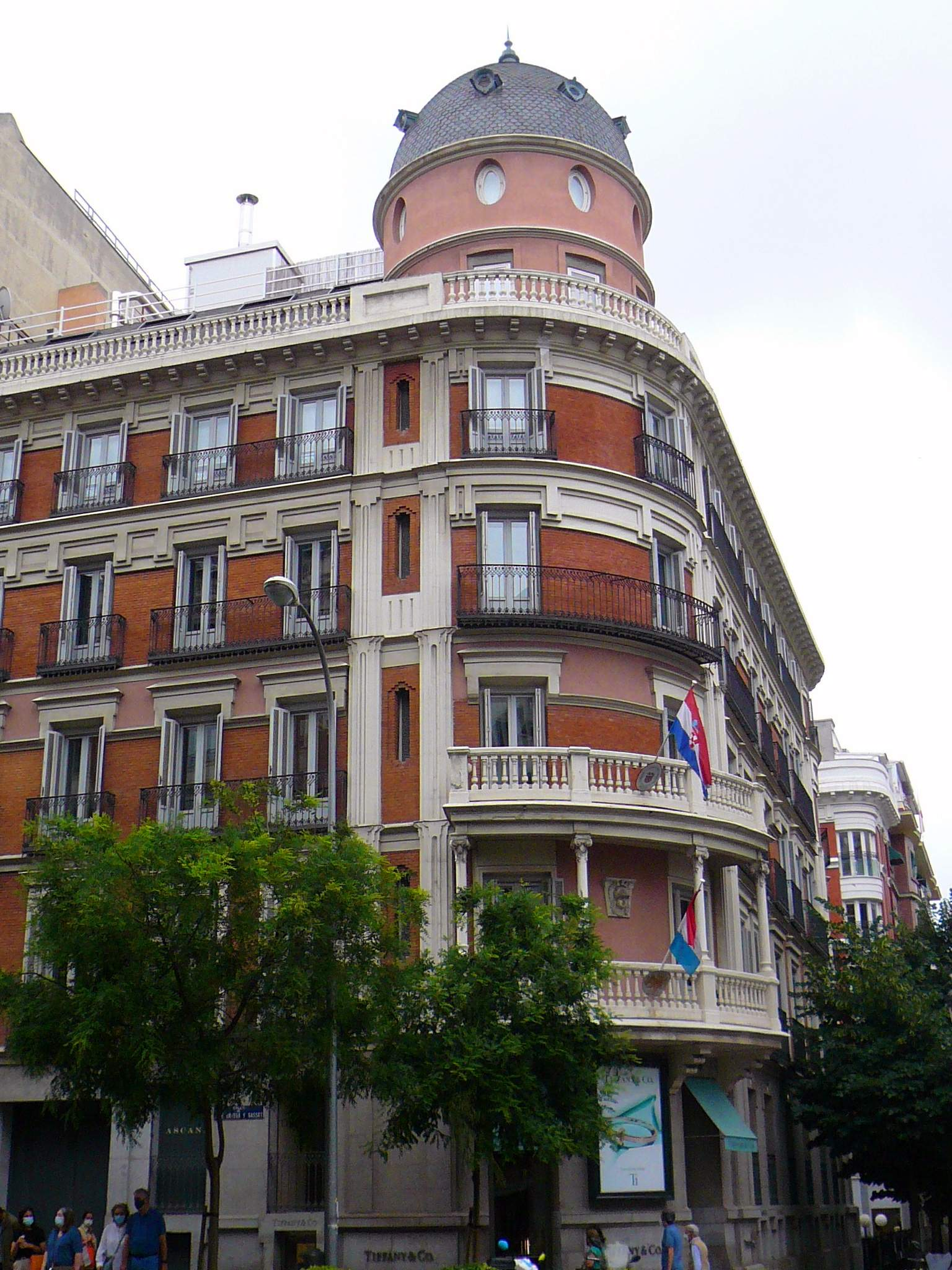
Ambassade à Madrid.
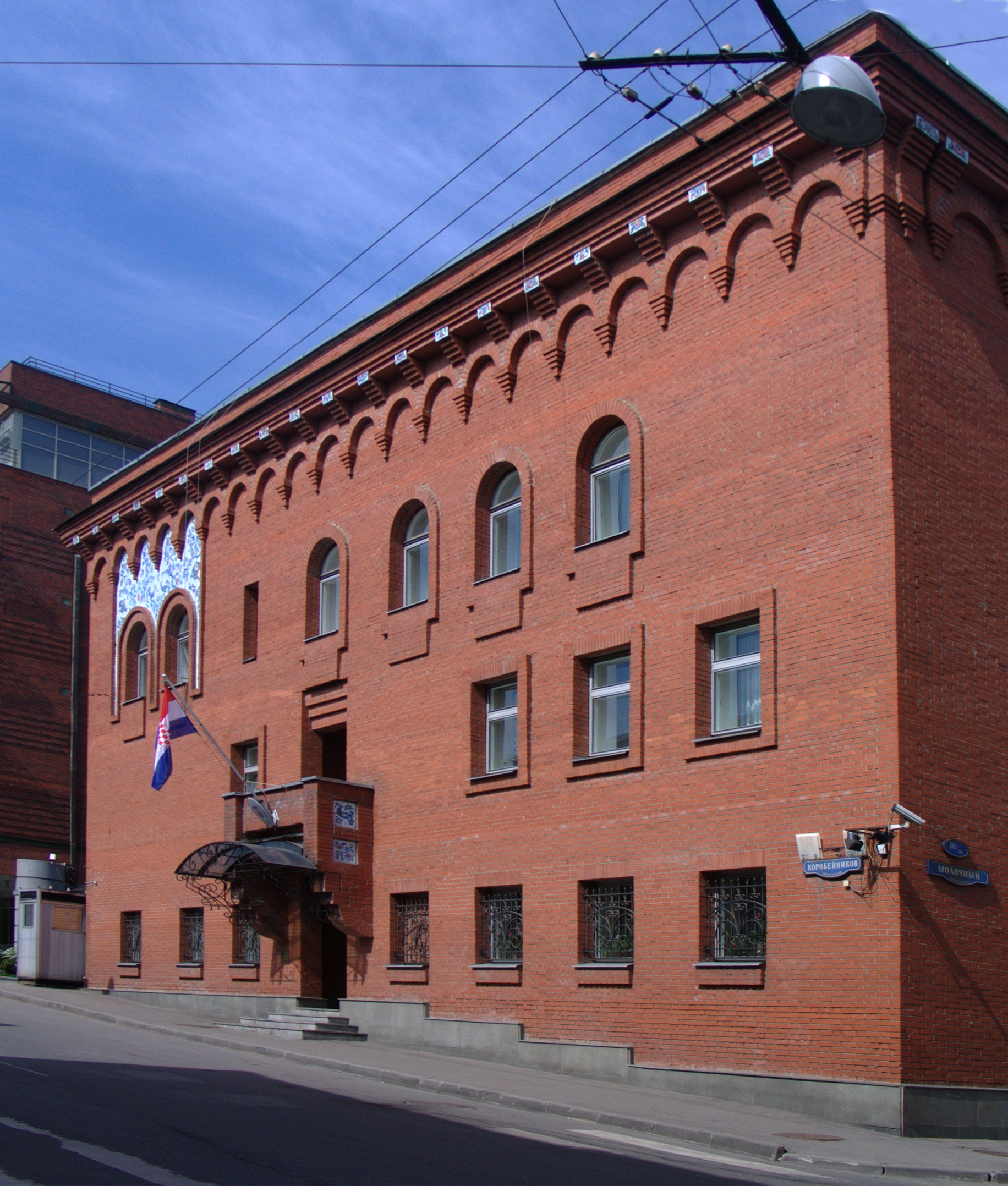
Ambassade à Moscou.
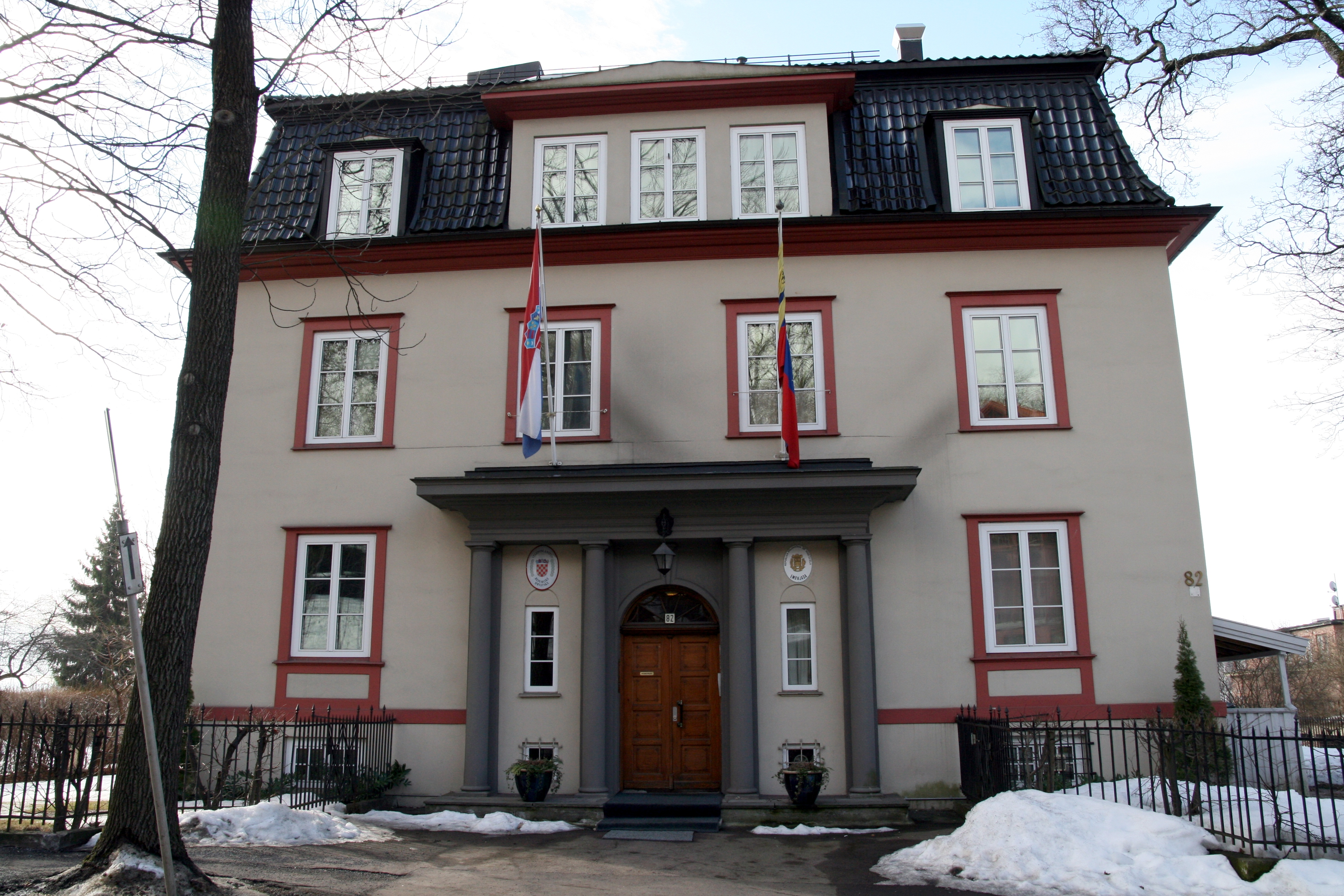
Ambassade à Oslo.
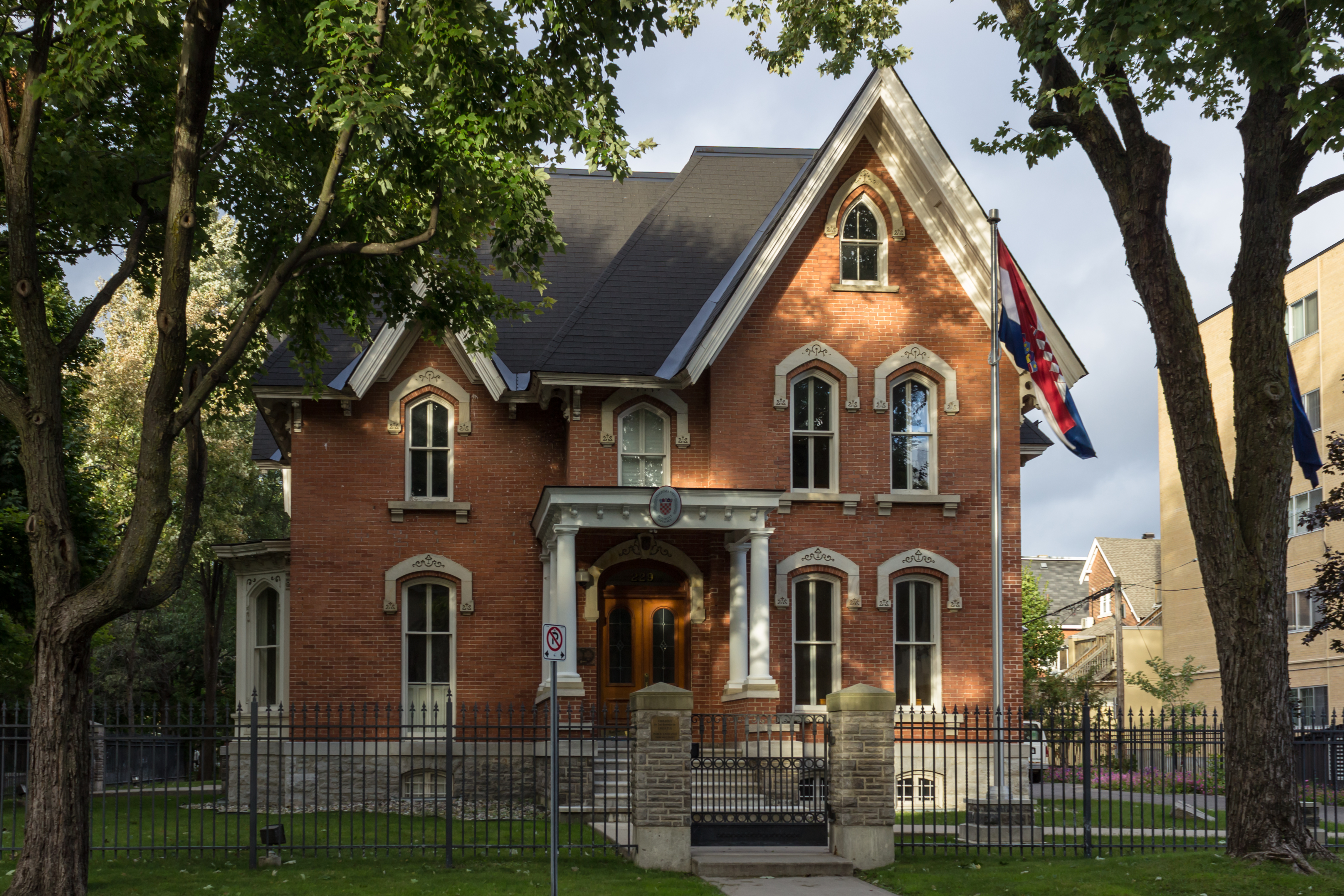
Ambassade à Ottawa.
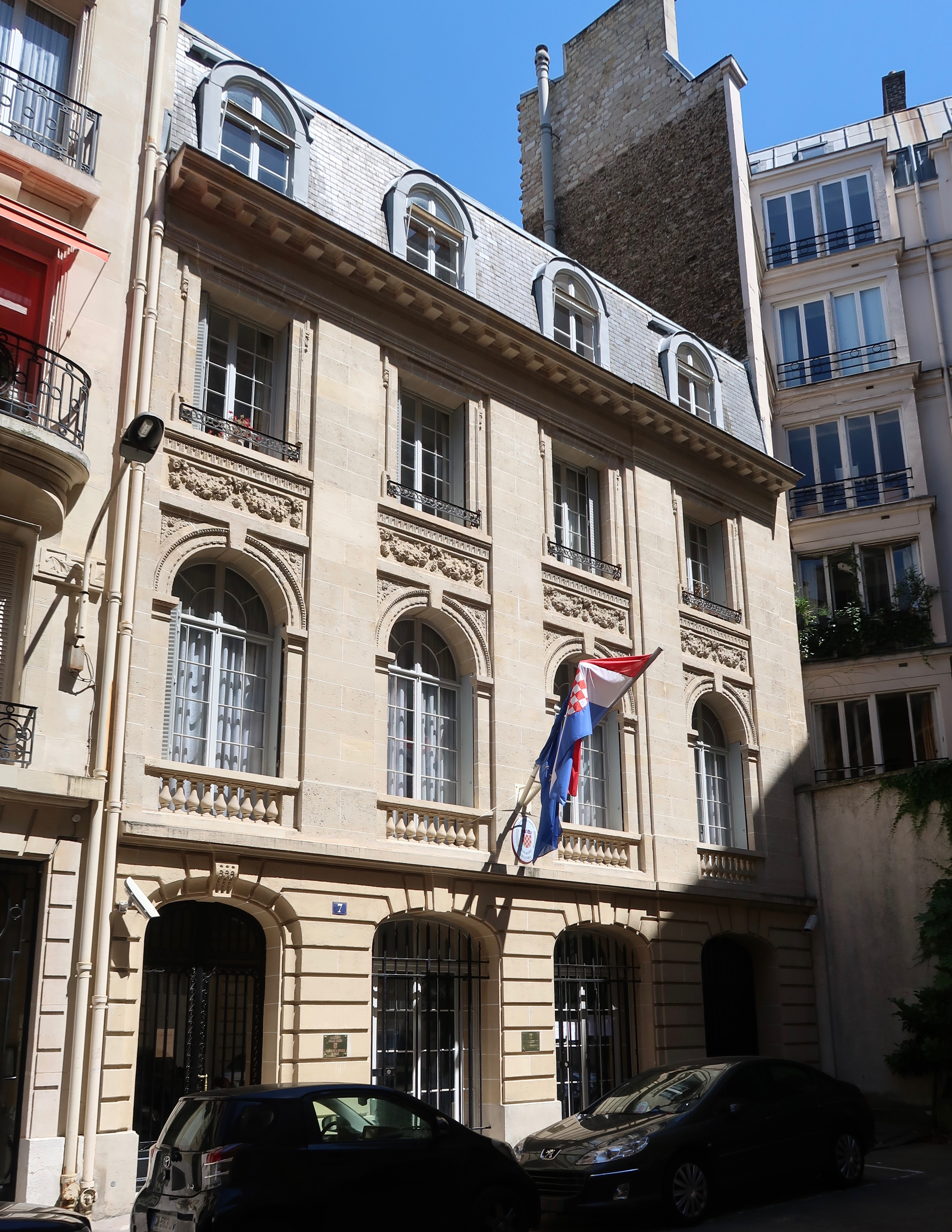
Ambassade à Paris.
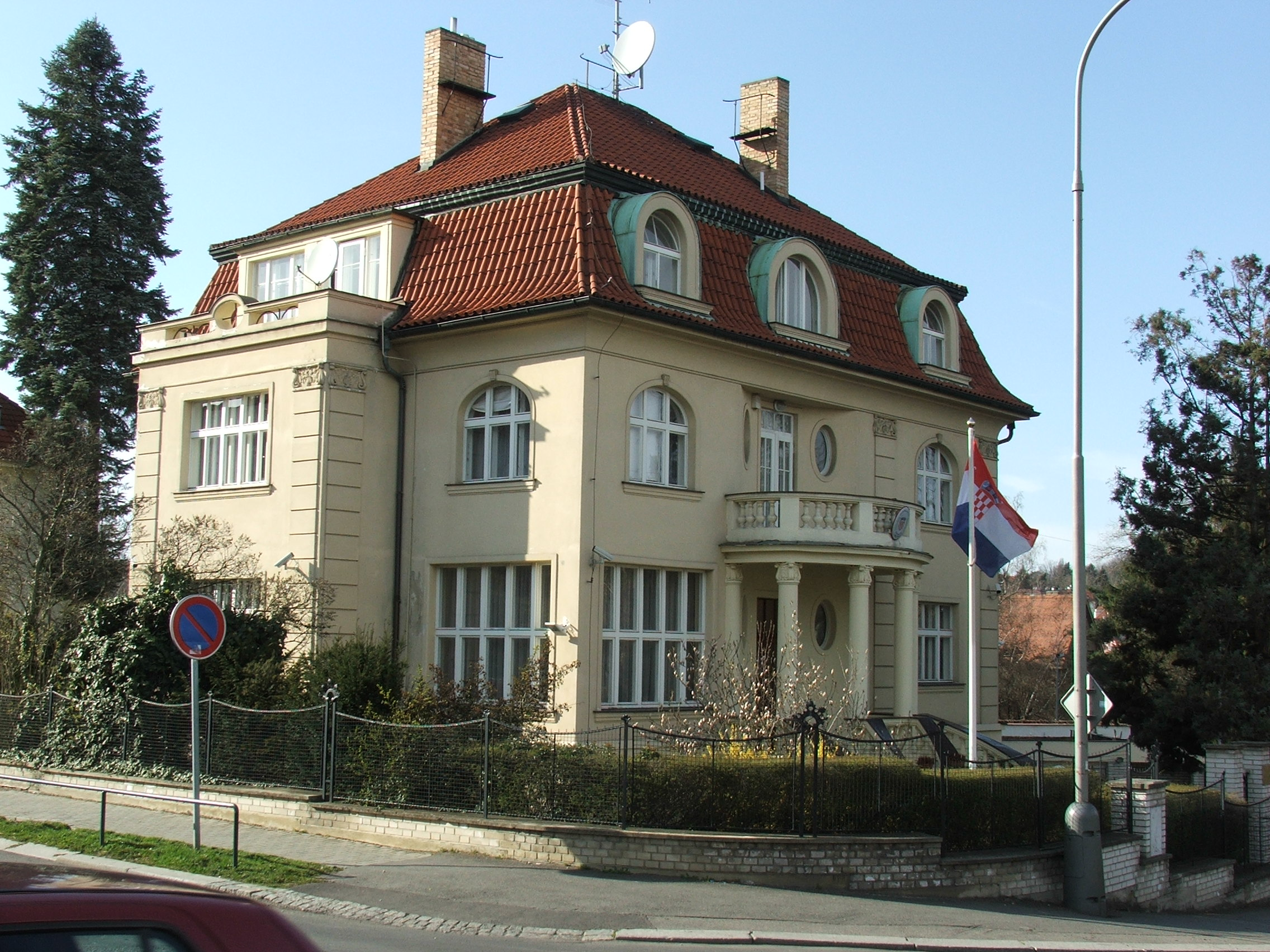
Ambassade à Prague.
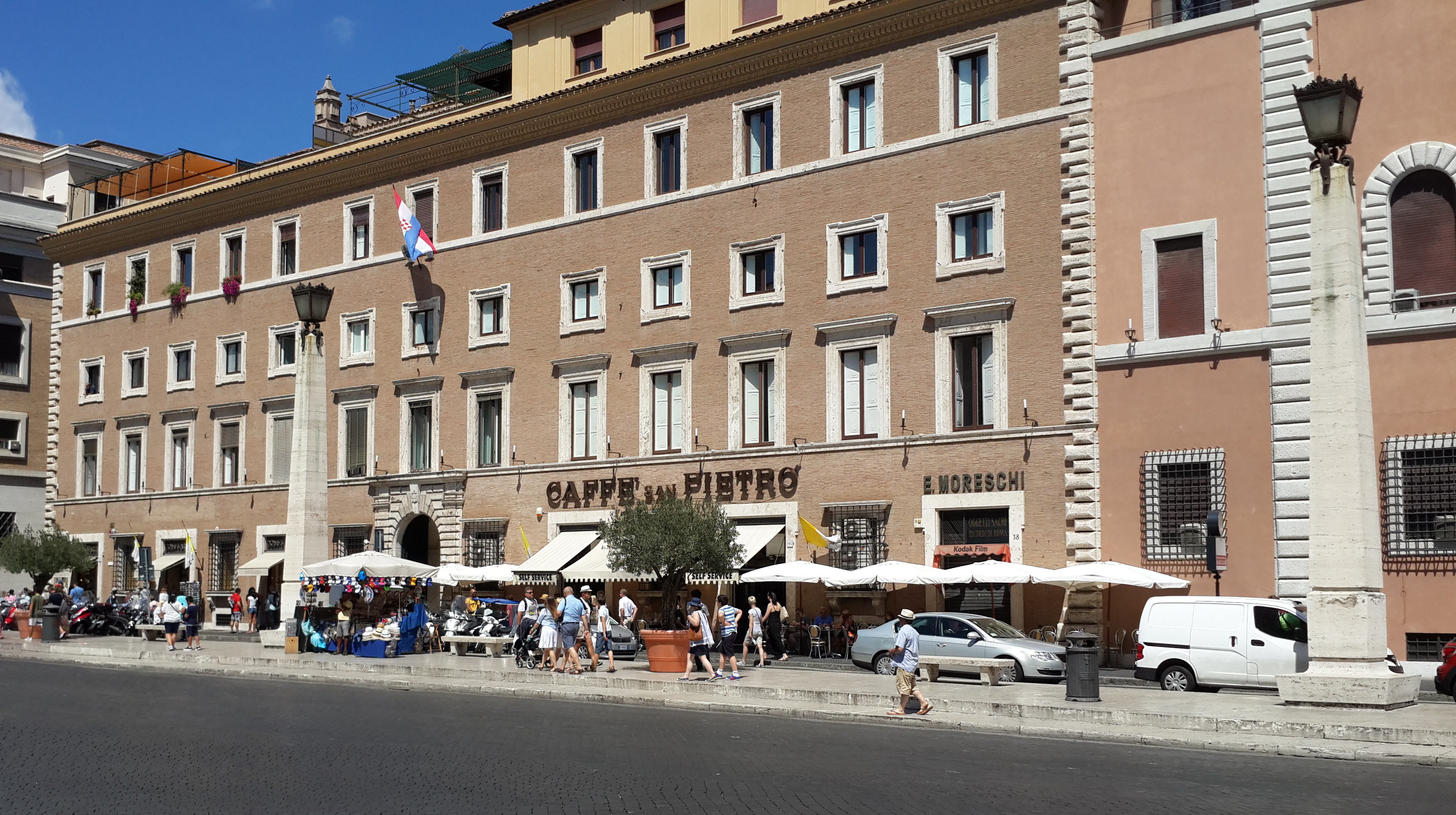
Ambassade auprès du Saint-Siège à Rome.
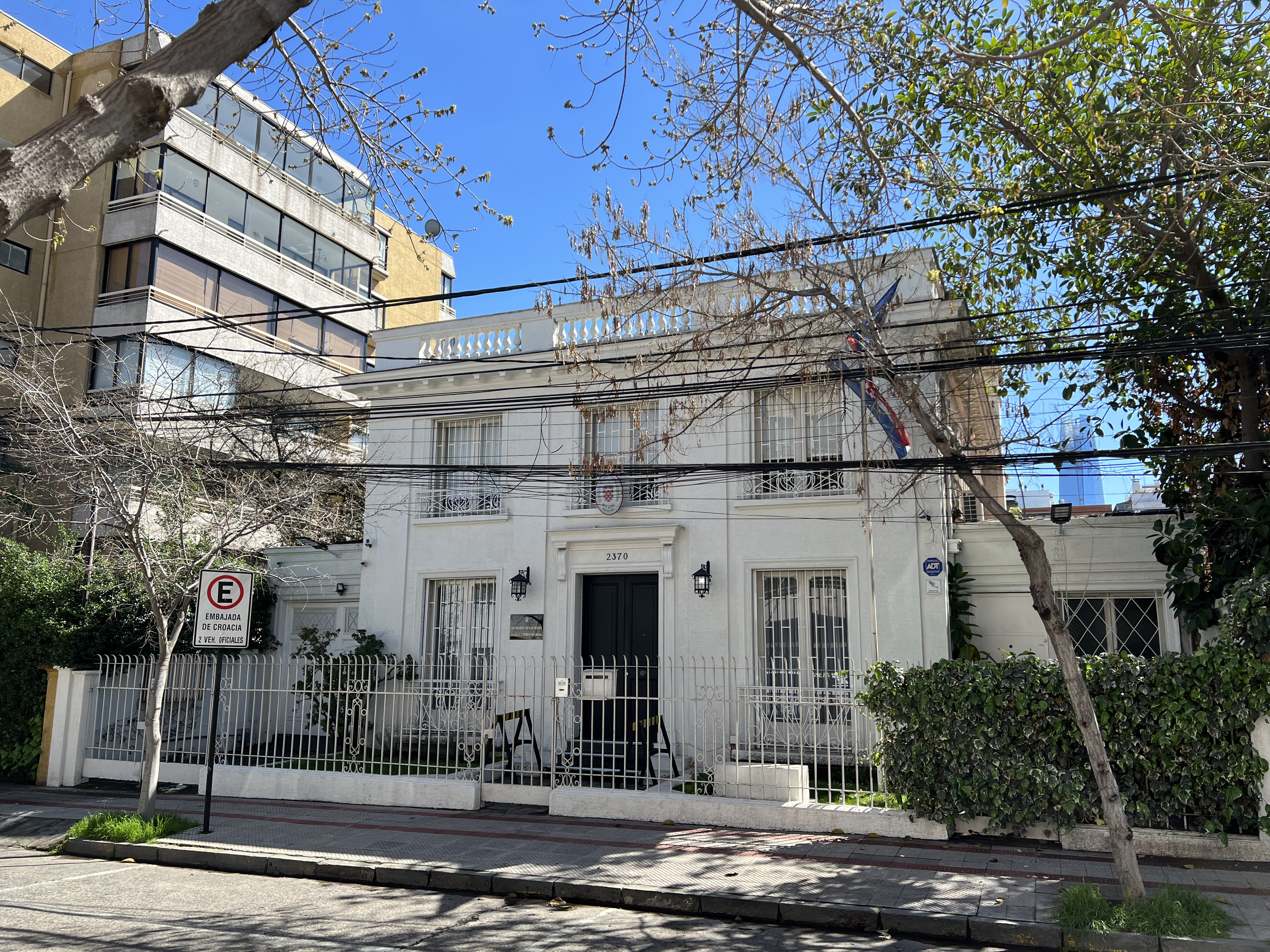
Ambassade à Santiago du Chili.
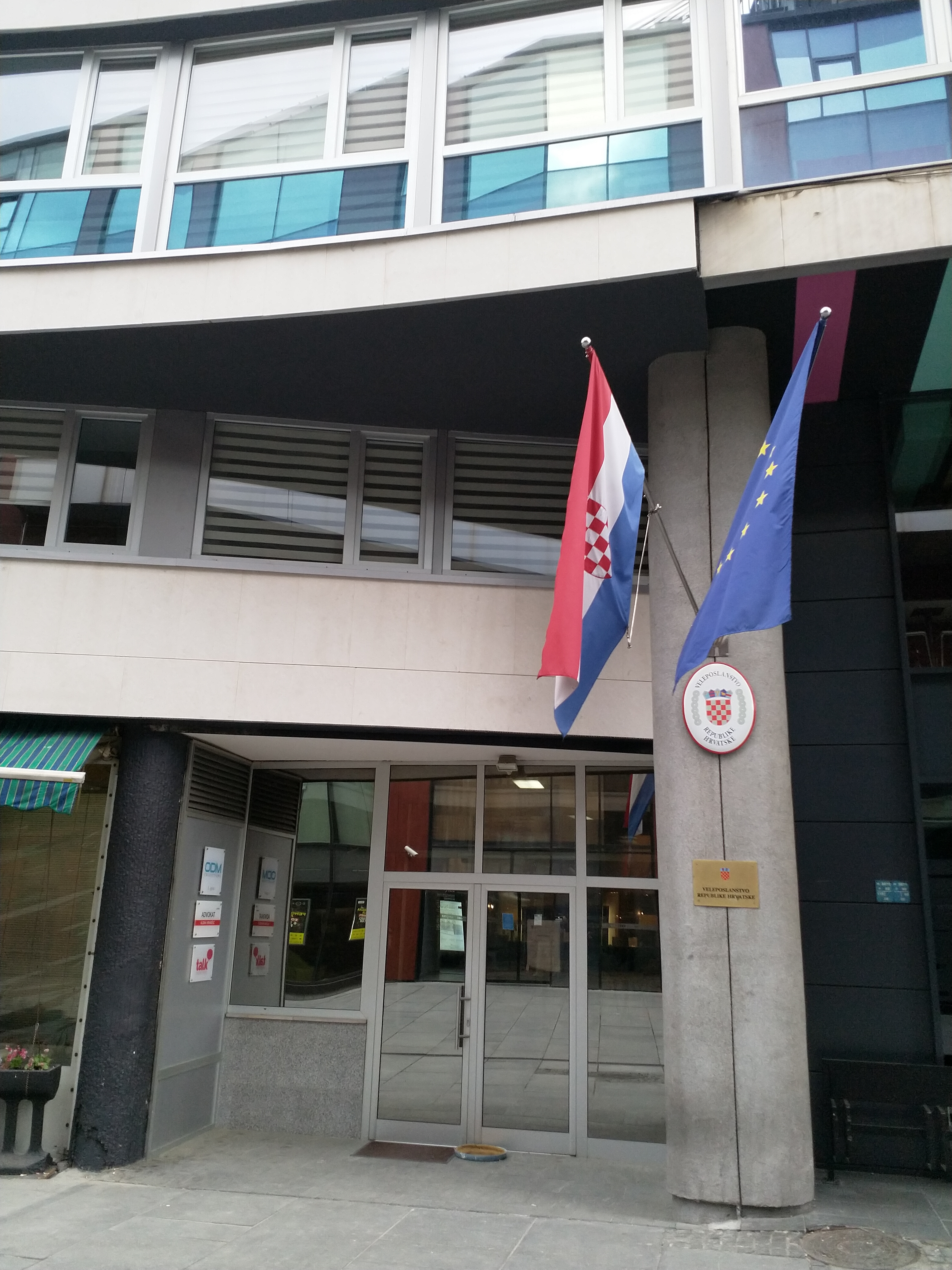
Ambassade à Sarajevo.
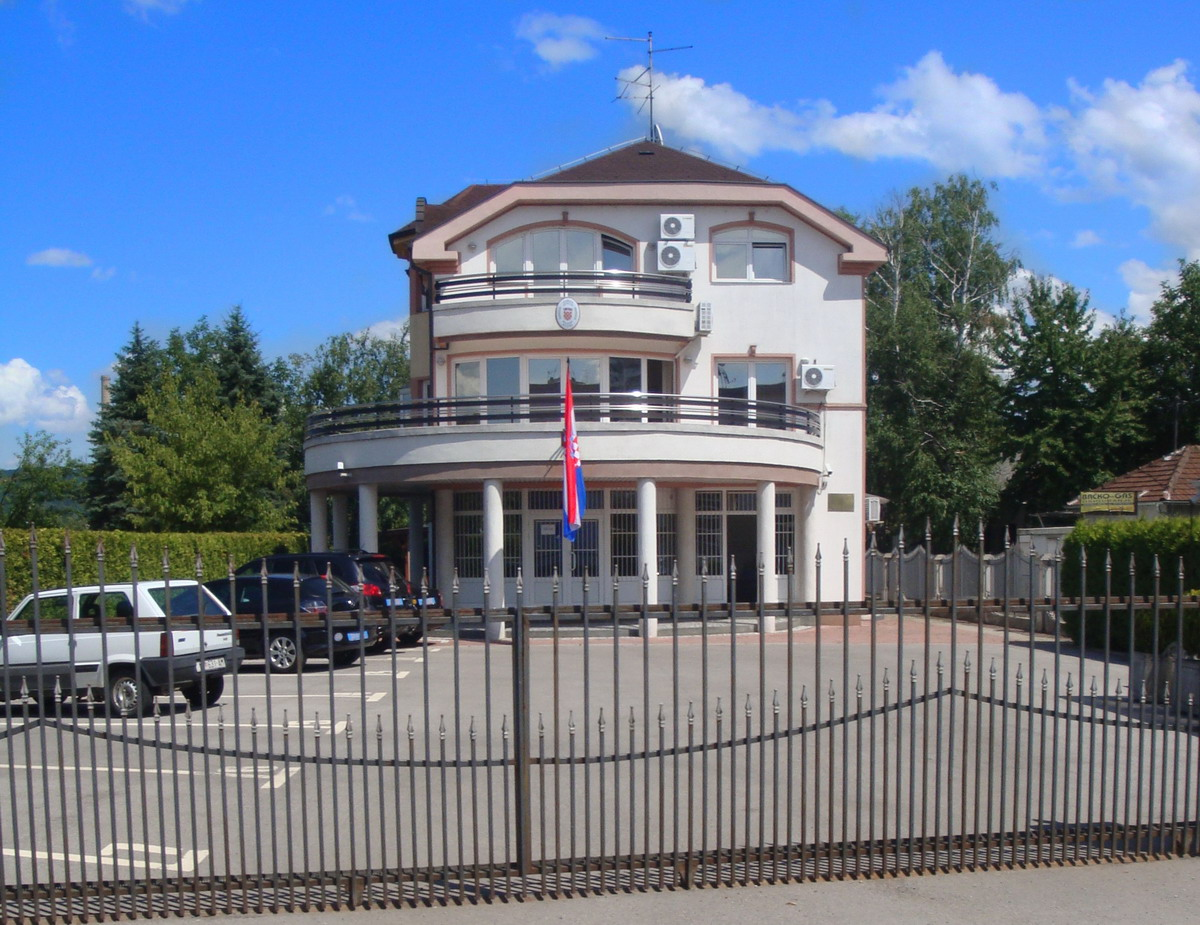
Consulat général à Banja Luka.
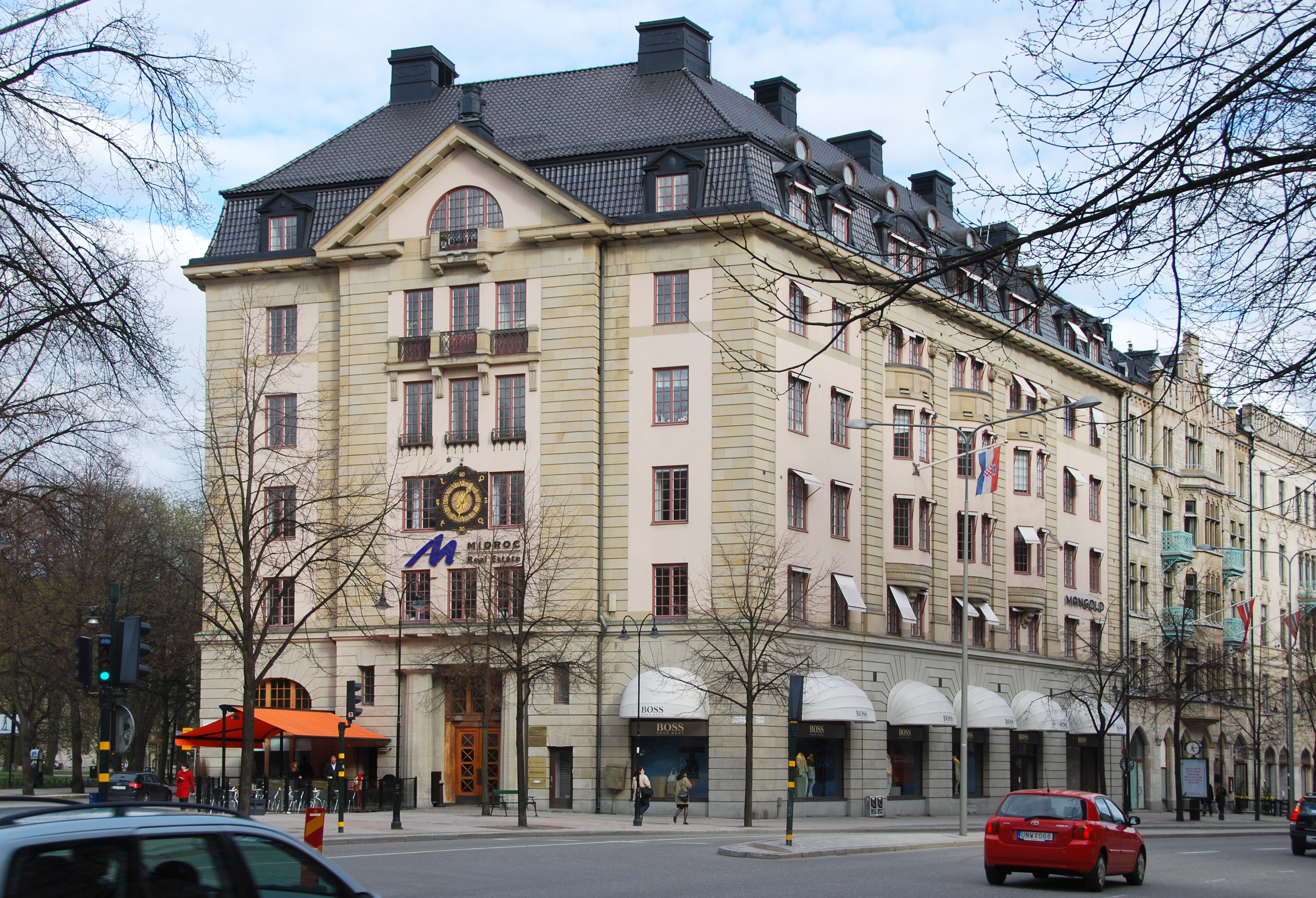
Ambassade à Stockholm.
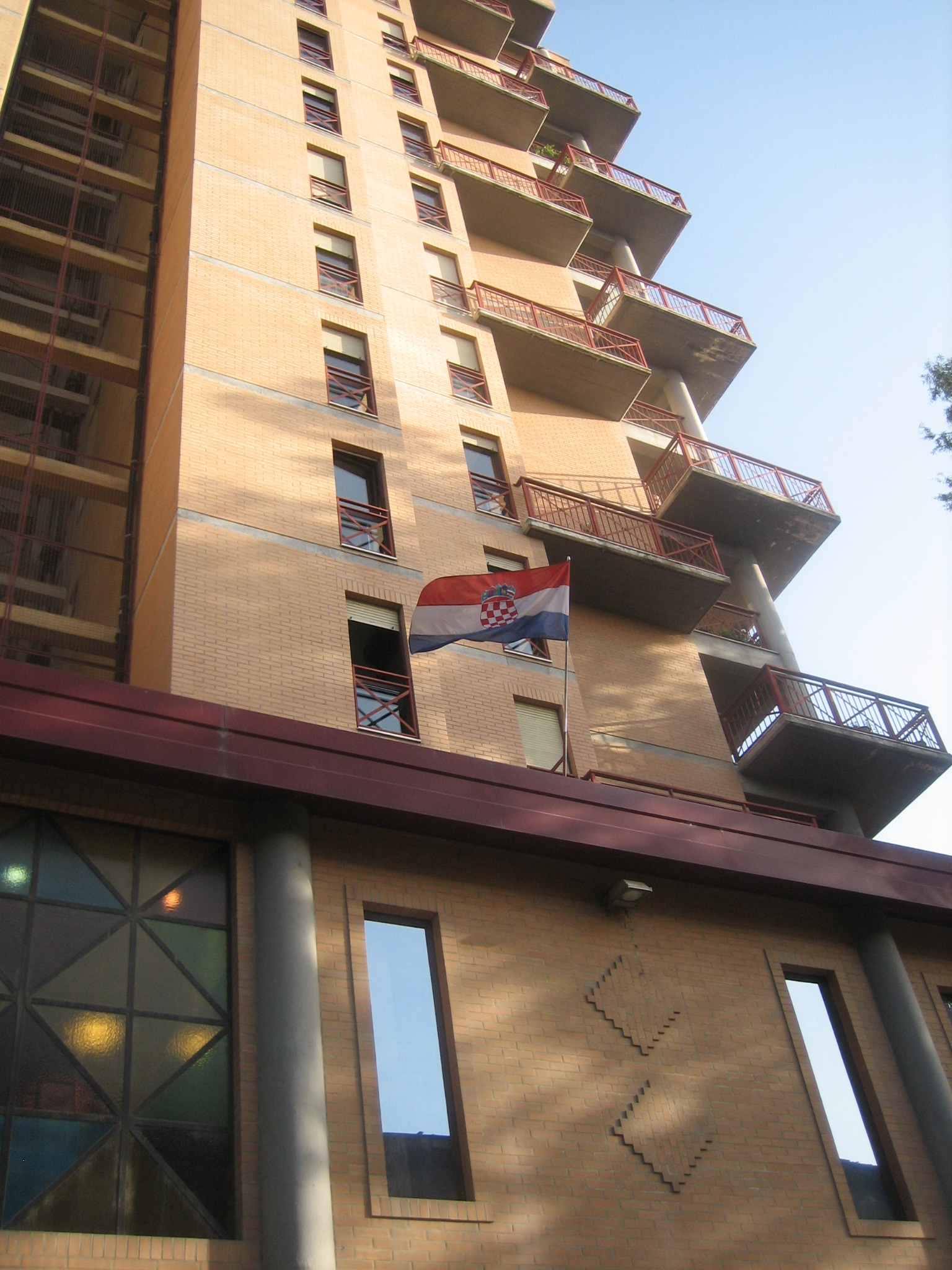
Ambassade à Tirana.
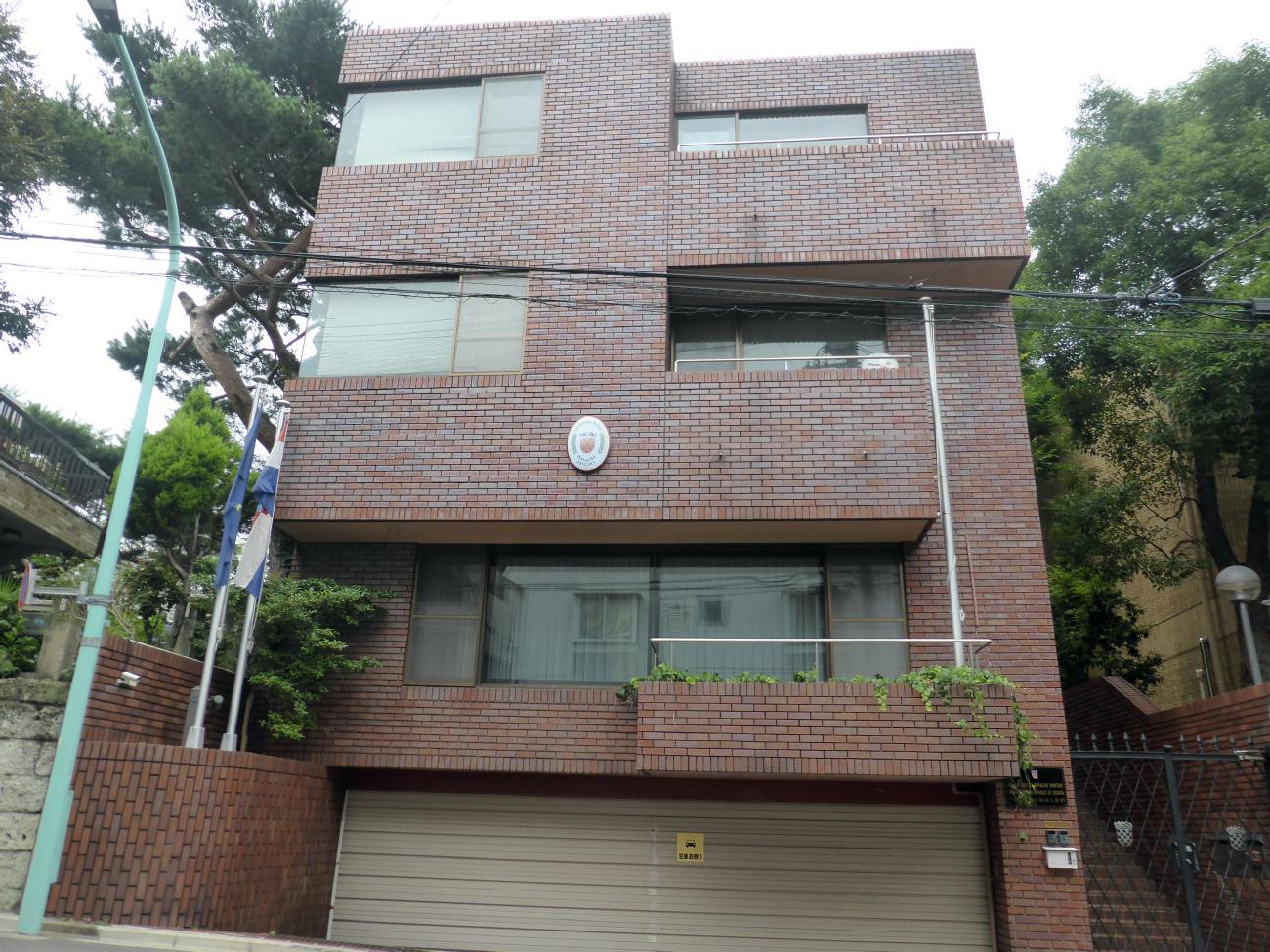
Ambassade à Tokyo.
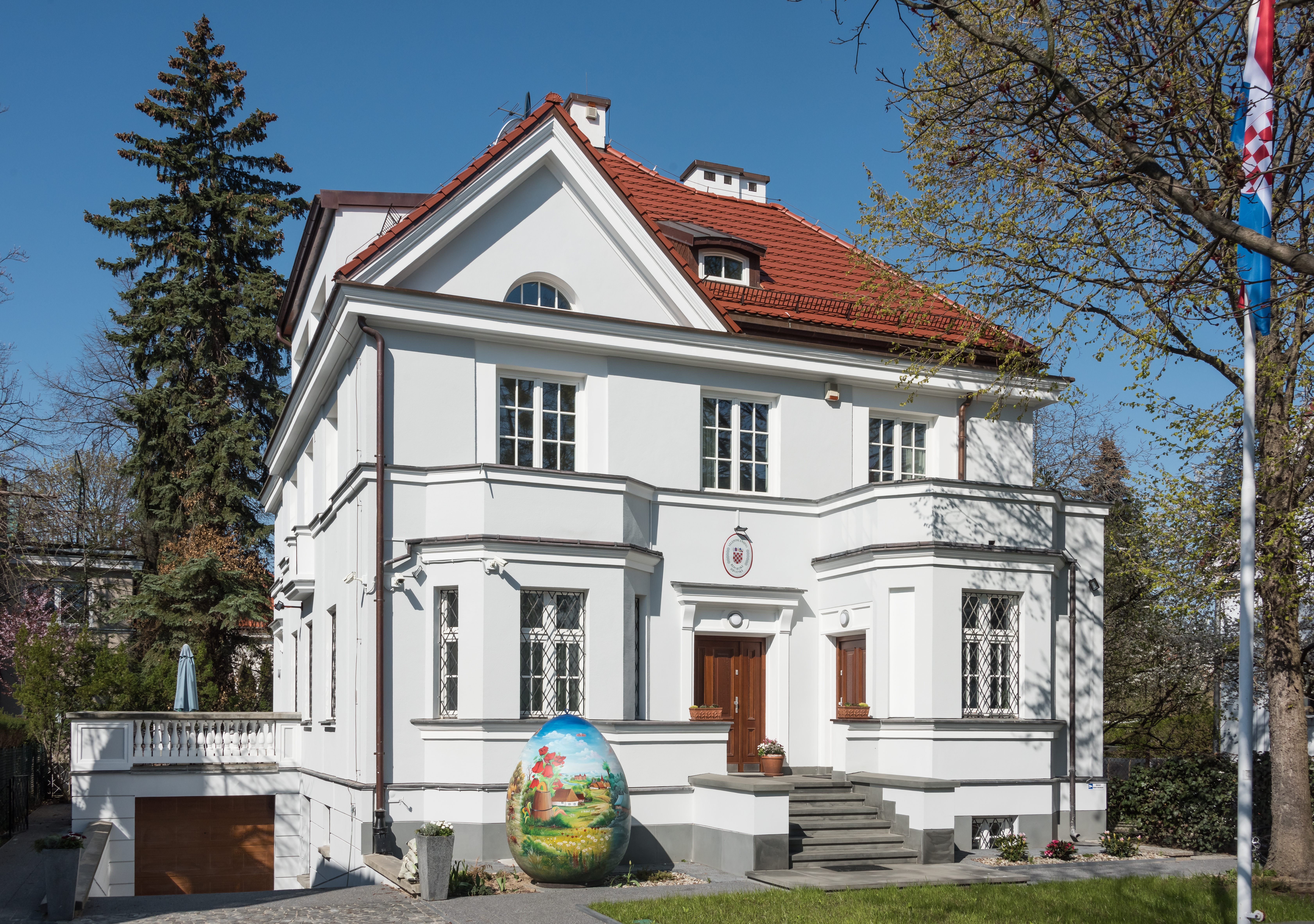
Ambassade à Varsovie.
Ambassade à Vienne.
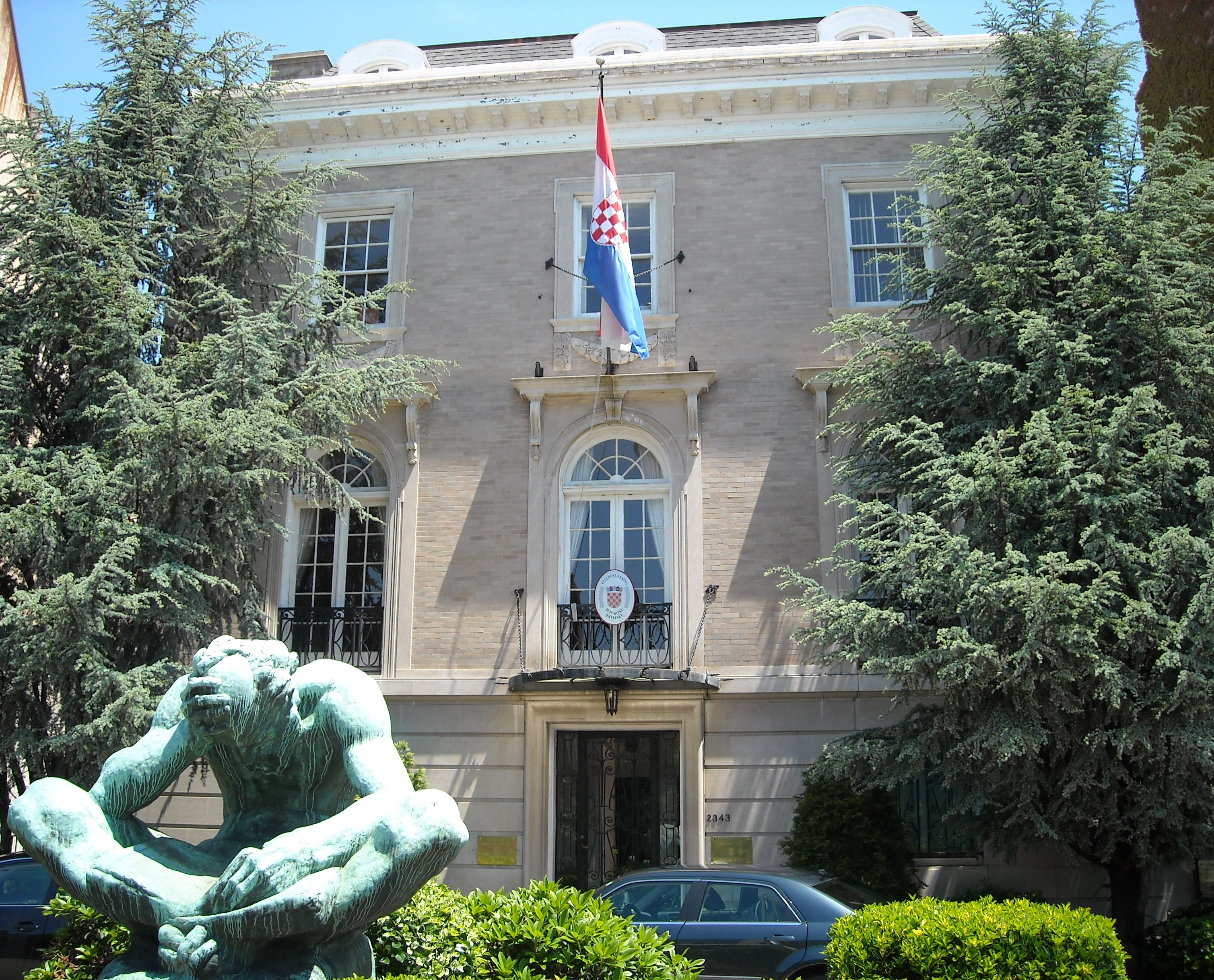
Ambassade à Washington.